# Brothers in Arms: Road to Hill 30
Браћа по оружју: Пут до брда 30 (енгл. Brothers in Arms: Road to Hill 30) је пуцачина из првог лица коју је развио Gearbox Software, а објавио Ubisoft за Xbox, Microsoft Windows и PlayStation 2. То је прва игра у серијалу Браћа по оружју. Игра се одвија током Другог светског рата и фокусира се на тактику. Портована је на Wii 2008. године, као део компилације Brothers in Arms: Double Time.
Brothers in Arms: Road to Hill 30 је коришћена за рекреацију сценарија у специјалу History Channel-а из 2005. године, под називом Браћа по оружју.

## Гејмплеј
У већини нивоа игре „Браћа по оружју“, играчу је дата команда над једним или два одвојена тима од 1-3 човека, са изузетком неколико одељака у којима играч не командује ниједном јединицом. Постоје две врсте тимова, које се аутоматски обезбеђују пре сваке мисије:
- Ватрени тим: Састоји се од војника са М1 Гаранд и Браунинг аутоматском пушком и користи се за сузбијање непријатеља ватром.
- Јуришни тим: Састоји се од војника обично са М1А1 карабином и Томпсон аутоматом и добар је за бочно заобилажење непријатеља док их играчева ватрена група притиска.

Поред тога, неки нивои пружају играчу тенк уместо одреда, што му пружа јаку ватрену моћ и мобилну заштиту. Играч може да користи митраљез М1919 Браунинг постављен на точковима тенка за додатно сузбијање.
„Браћа по оружју“ је позната по свом интуитивном систему командовања; тимовима и тенковима може се наредити да се крећу, постављају супресивну ватру, окупљају се, проналазе заклон и јуришају на непријатеља. Игра на више места наглашава ефикасност тактике ватре и маневра, познате као Четири Ф које је војска заправо користила током Другог светског рата, а изражене у туторијалу за игру као „Пронађи, Поправи, Обиђи, Заврши“, описујући кораке у сузбијању и бочном обилажењу непријатеља.
Фокус на тимској команди, а не на индивидуалном гађању, наглашен је пружањем играчу нетачног циљања. „Браћа по оружју“ моделира оружје са нестабилном прецизношћу, а непријатељска ватра може ометати играчево циљање како би симулирала ефекте супресивне ватре. Релативни недостатак прецизности је осмишљен да симулира тешкоћу у погађању мета у борбеној ситуацији и да примора играча да користи чланове тима за ангажовање са непријатељским јединицама и пружање бољих тактичких могућности.
Xbox верзија је имала онлајн мултиплејер преко Xbox Live-а, који је укинут 15. априла 2010. године. Brothers in Arms се сада може играти онлајн користећи заменске онлајн сервере за Xbox под називом Insignia.